# Martindale (Texas)
Martindale es una ciudad ubicada en el condado de Caldwell en el estado estadounidense de Texas. En el Censo de 2010 tenía una población de 1.116 habitantes y una densidad poblacional de 211,95 personas por km².

## Geografía
Martindale se encuentra ubicada en las coordenadas 29°50′34″N 97°50′25″O / 29.84278, -97.84028. Según la Oficina del Censo de los Estados Unidos, Martindale tiene una superficie total de 5.27 km², de la cual 5.2 km² corresponden a tierra firme y (1.33%) 0.07 km² es agua.

## Demografía
Según el censo de 2010, había 1.116 personas residiendo en Martindale. La densidad de población era de 211,95 hab./km². De los 1.116 habitantes, Martindale estaba compuesto por el 76.25% blancos, el 2.06% eran afroamericanos, el 0.36% eran amerindios, el 0.99% eran asiáticos, el 0% eran isleños del Pacífico, el 17.74% eran de otras razas y el 2.6% pertenecían a dos o más razas. Del total de la población el 56.45% eran hispanos o latinos de cualquier raza.